# Список вертолётов (А-Я)
Список вертолётов по производителям
A-Z А-Я

## А

### Аэрокоптер
| Наименование | Фото | Тип                        | Первый полёт   | Количество экземпляров | Годы производства | Прим. |
| ------------ | ---- | -------------------------- | -------------- | ---------------------- | ----------------- | ----- |
| АК1-3        |      | вертолёт общего назначения | 7 октября 2001 | 102                    | 2006 — н.в.       |       |

## Б

### Беркут
| Наименование | Фото | Тип                        | Первый полёт | Количество экземпляров | Годы производства | Прим.         |
| ------------ | ---- | -------------------------- | ------------ | ---------------------- | ----------------- | ------------- |
| Беркут-ВЛ    |      | вертолёт общего назначения | 2013         | 2                      |                   | проект закрыт |

### Беспилотные вертолёты (Индела)
| Наименование   | Фото | Тип                            | Первый полёт | Количество экземпляров | Годы производства | Прим. |
| -------------- | ---- | ------------------------------ | ------------ | ---------------------- | ----------------- | ----- |
| Hunter         |      | разведывательный БПЛА-вертолёт | 2021         | н/д                    | н/д               |       |
| INDELA-I.N.SKY |      | разведывательный БПЛА-вертолёт | 2014         | н/д                    |                   |       |

### Бласкор БЛА
| Наименование | Фото | Тип                          | Первый полёт | Количество экземпляров | Годы производства | Прим. |
| ------------ | ---- | ---------------------------- | ------------ | ---------------------- | ----------------- | ----- |
| Бласкор      |      | БПЛА наблюдения, гексакоптер | н/д          | н/д                    |                   |       |

### Братухин
| Наименование | Фото | Тип                        | Первый полёт | Количество экземпляров | Годы производства | Прим.         |
| ------------ | ---- | -------------------------- | ------------ | ---------------------- | ----------------- | ------------- |
| Б-11         |      | вертолёт общего назначения | июнь 1948    | 2                      |                   | проект закрыт |

## В

### Вертикаль
| Наименование         | Фото | Тип                        | Первый полёт   | Количество экземпляров | Годы производства | Прим. |
| -------------------- | ---- | -------------------------- | -------------- | ---------------------- | ----------------- | ----- |
| КТ-112 Кадет / Ангел |      | вертолёт общего назначения | 18 января 2003 | 2                      |                   |       |

### ВР-Технологии
| Наименование | Фото | Тип                        | Первый полёт | Количество экземпляров | Годы производства | Прим. |
| ------------ | ---- | -------------------------- | ------------ | ---------------------- | ----------------- | ----- |
| ВРТ-300      |      | многоцелевой БПЛА-вертолёт | 2019         | н/д                    |                   |       |
| ВРТ-500      |      | вертолёт общего назначения | 2020         | н/д                    |                   |       |

## Д

### Дисплей КБ
| Наименование | Фото | Тип                       | Первый полёт | Количество экземпляров | Годы производства | Прим. |
| ------------ | ---- | ------------------------- | ------------ | ---------------------- | ----------------- | ----- |
| Квадро       |      | ударный БПЛА-квадрокоптер | 2018         | н/д                    | н/д               |       |

## З

### Западно-Уральский машиностроительный завод (ЗУМЗ)
| Наименование | Фото | Тип                        | Первый полёт | Количество экземпляров | Годы производства | Прим.                                |
| ------------ | ---- | -------------------------- | ------------ | ---------------------- | ----------------- | ------------------------------------ |
| Орлан        |      | вертолёт общего назначения | 2016         | н/д                    |                   | Глубокая модификация вертолёта АК1-3 |

## И

### Авиастроительная компания «Иркут»
| Наименование | Фото | Тип                       | Первый полёт   | Количество экземпляров | Годы производства | Прим. |
| ------------ | ---- | ------------------------- | -------------- | ---------------------- | ----------------- | ----- |
| А-002        |      | автожир общего назначения | 21 апреля 2002 | н/д                    |                   |       |

## К

### Казанский вертолётный завод
| Наименование | Фото | Тип                        | Первый полёт    | Количество экземпляров | Годы производства | Прим. |
| ------------ | ---- | -------------------------- | --------------- | ---------------------- | ----------------- | ----- |
| Ансат        |      | вертолёт общего назначения | 17 августа 1999 | более 90               | 1999 — н.в.       |       |

### ОКБ Камова
| Наименование | Фото | Тип                                     | Первый полёт     | Количество экземпляров | Годы производства | Прим.                        |
| ------------ | ---- | --------------------------------------- | ---------------- | ---------------------- | ----------------- | ---------------------------- |
| КАСКР        |      | автожир                                 | 25 сентября 1929 | 1                      |                   |                              |
| А-7          |      | автожир                                 | 20 сентября 1934 | н/д                    |                   |                              |
| Ка-8         |      | вертолёт связи и разведки               | 12 ноября 1947   | 3                      |                   | первый вертолёт Н. И. Камова |
| Ка-10        |      | вертолёт связи и разведки               | 30 августа 1949  | 15                     |                   |                              |
| Ка-15        |      | вертолёт общего назначения              | 14 апреля 1953   | 354                    |                   |                              |
| Ка-18        |      | вертолёт общего назначения              | 13 октября 1956  | ~120                   |                   |                              |
| Ка-20        |      | корабельный противолодочный вертолёт    | 20 июля 1961     | 1                      |                   | проект закрыт                |
| Ка-22        |      | винтокрыл общего назначения             | 15 августа 1959  | 4                      |                   |                              |
| Ка-25        |      | корабельный многоцелевой вертолёт       | 20 июля 1961     | ~460                   | 1965 — 1973       |                              |
| Ка-26        |      | вертолёт общего назначения              | 18 августа 1965  | 816                    | 1969 — 1985       |                              |
| Ка-27        |      | корабельный многоцелевой вертолёт       | 24 декабря 1973  | 267                    | 1981 — н.в.       |                              |
| Ка-29        |      | корабельный транспортно-боевой вертолёт | 28 июля 1976     | 59                     | 1984 — 1991       |                              |
| Ка-31        |      | вертолёт ДРЛО                           | 1987             | 25                     |                   |                              |
| Ка-32        |      | транспортный вертолёт                   | 1980             | более 160              |                   |                              |
| Ка-37        |      | разведывательный вертолёт-БПЛА          | 1993             | н/д                    |                   |                              |
| Ка-50        |      | ударный вертолёт                        | 17 июня 1982     | 17                     | 1981 — 2009       |                              |
| Ка-52        |      | разведывательно-ударный вертолёт        | 25 июня 1997     | более 170              | 2008 — н.в.       |                              |
| Ка-56        |      | разведывательный вертолёт               | не было          | 0                      |                   | построен макет               |
| Ка-60        |      | военно-транспортный вертолёт            | 10 декабря 1998  | 2                      |                   |                              |
| Ка-62        |      | транспортный вертолёт                   | 28 апреля 2016   | 3                      |                   |                              |
| Ка-90        |      | транспортный вертолёт                   | не было          | 0                      |                   | проект                       |
| Ка-92        |      | транспортный вертолёт                   | не было          | 0                      |                   | проект                       |
| Ка-102       |      | транспортный вертолёт                   | не было          | 0                      |                   | проект                       |
| Ка-115       |      | транспортный вертолёт                   | не было          | 0                      |                   | построен макет               |
| Ка-118       |      | транспортный вертолёт                   | не было          | 0                      |                   | проект                       |
| Ка-126       |      | вертолёт общего назначения              | 19 октября 1987  | 17                     | 1989 — 1991       |                              |
| Ка-137       |      | разведывательный вертолёт-БПЛА          | 1998             | н/д                    |                   |                              |
| Ка-226       |      | вертолёт общего назначения              | 4 сентября 1997  | 269                    | 1998 — н.в.       |                              |

## Л

### Лодыгин
| Наименование | Фото | Тип                        | Первый полёт | Количество экземпляров | Годы производства | Прим.                                         |
| ------------ | ---- | -------------------------- | ------------ | ---------------------- | ----------------- | --------------------------------------------- |
| Электролёт   |      | экспериментальный вертолёт | не было      | 0                      | 1870 — 1871       | первый в мире проект электрического вертолёта |

## М

### МВЗ Миля
| Наименование | Фото | Тип                           | Первый полёт     | Количество экземпляров | Годы производства | Прим.                    |
| ------------ | ---- | ----------------------------- | ---------------- | ---------------------- | ----------------- | ------------------------ |
| Ми-1 (ГМ-1)  |      | вертолёт общего назначения    | 20 сентября 1948 | более 2594             | 1950 — 1965       |                          |
| Ми-2         |      | вертолёт общего назначения    | 22 сентября 1961 | 5400                   | 1965 — 1998       |                          |
| Ми-4         |      | военно-транспортный вертолёт  | 3 июня 1952      | ~3900                  | 1952 — 1968       |                          |
| Ми-6         |      | транспортный вертолёт         | 18 июня 1957     | 926                    | 1959 — 1980       |                          |
| В-7          |      | экспериментальный вертолёт    | 1962             | 1                      |                   |                          |
| Ми-8         |      | военно-транспортный вертолёт  | 24 июня 1961     | более 13000            | 1965 — 1968       |                          |
| Ми-8МТВ      |      | военно-транспортный вертолёт  | 1985             | н/д                    | 1985 — н.в.       |                          |
| Ми-10        |      | вертолёт-кран                 | 15 июня 1960     | 44                     | 1964 — 1969       |                          |
| Ми-12 (В-12) |      | транспортный вертолёт         | 10 июля 1968     | 2                      |                   |                          |
| Ми-14        |      | транспортный вертолёт-амфибия | 1 августа 1967   | 273                    | 1973 — 1986       |                          |
| Ми-20        |      | вертолёт общего назначения    | не было          | 0                      |                   | натурный макет           |
| Ми-24        |      | ударный вертолёт              | 19 сентября 1969 | ~3500                  | 1969 — н.в.       |                          |
| Ми-26        |      | транспортный вертолёт         | 14 декабря 1977  | 318                    | 1980 — н.в.       |                          |
| Ми-28        |      | ударный вертолёт              | 10 ноября 1982   | 126                    | 2005 — н.в.       |                          |
| Ми-30        |      | транспортный конвертоплан     | не было          | 0                      |                   |                          |
| Ми-32        |      | транспортный вертолёт         | не было          | 0                      |                   | проект разработан в 1982 |
| Ми-34        |      | вертолёт общего назначения    | 17 ноября 1986   | 27                     | 1986 — 2011       |                          |
| Ми-35М       |      | ударный вертолёт              | 17 апреля 2010   | более 120              | 2005 — н.в.       |                          |
| Ми-38        |      | транспортный вертолёт         | 22 декабря 2003  | 13                     |                   |                          |
| Ми-54        |      | транспортный вертолёт         | не было          | 0                      |                   | проект закрыт в 2011     |
| Ми-171       |      | транспортный вертолёт         | 1991             | 265                    |                   |                          |

### НЦВ Миля и Камова
| Наименование | Фото | Тип                                   | Первый полёт           | Количество экземпляров | Годы производства | Прим.  |
| ------------ | ---- | ------------------------------------- | ---------------------- | ---------------------- | ----------------- | ------ |
| БАС-200      |      | Беспилотная авиационная система, БПЛА | 1-я половина 2021 года | 10                     |                   |        |
| БАС-750      |      | Беспилотная авиационная система, БПЛА |                        |                        |                   | проект |

## Р

### Роторфлай
| Наименование | Фото | Тип                        | Первый полёт | Количество экземпляров | Годы производства | Прим. |
| ------------ | ---- | -------------------------- | ------------ | ---------------------- | ----------------- | ----- |
| Р-30         |      | вертолёт общего назначения | 2005         | н/д                    |                   |       |

## С

### НПП «Стрела»
| Наименование | Фото | Тип                               | Первый полёт | Количество экземпляров | Годы производства | Прим. |
| ------------ | ---- | --------------------------------- | ------------ | ---------------------- | ----------------- | ----- |
| БВС-ВТ 450   |      | беспилотное воздушное судно, БПЛА |              |                        |                   | [ 3 ] |

## Ц

### ЦАГИ
См. также самолёты ЦАГИ.
| Наименование | Фото | Тип                        | Первый полёт     | Количество экземпляров | Годы производства | Прим.                             |
| ------------ | ---- | -------------------------- | ---------------- | ---------------------- | ----------------- | --------------------------------- |
| 1-ЭА         |      | экспериментальный вертолёт | 13 сентября 1930 | 1                      |                   | первый вертолёт, созданный в СССР |

## Я

### ОКБ имени Яковлева
| Наименование | Фото | Тип                        | Первый полёт    | Количество экземпляров | Годы производства | Прим.                        |
| ------------ | ---- | -------------------------- | --------------- | ---------------------- | ----------------- | ---------------------------- |
| ЭГ           |      | экспериментальный вертолёт | 20 декабря 1947 | 1                      |                   |                              |
| Як-100       |      | вертолёт общего назначения | 8 мая 1948      | 2                      |                   |                              |
| Як-24        |      | транспортный вертолёт      | 3 июля 1952     | 40                     | 1956 — 1958       |                              |
| Як-60        |      | транспортный вертолёт      | не было         | 0                      |                   | проект закрыт в конце 1960-х |